# Dolora Zajick
Dolora Zajick (Salem, 24 de março de 1952) é uma mezzosoprano estadunidense especializada no repertório para mezzo dramático das obras de Verdi.

## Biografia
Zajick nasceu em Oregon mas cresceu em Nevada. Zajick estudou voz com Ted Puffer, quem ela dá os créditos de ter sua técnica vocal. Ela se formou na Universidade de Nevada com bacharelado e mestrado em música, após isso estudou na Escola de Música de Manhattan, em Nova Iorque.
Depois de vencer a Medalha de Bronze na Sétima Competição Internacional Tchaikovsky em Moscou, Rússia ela começou a ser aceita no Programa Merola da Ópera de São Francisco. Sua estréia aconteceu em 1986 como Azucena, de Il Trovatore (Verdi) com a Ópera de São Francisco.
Em audições para o papel de Azucena, Zajick ficou conhecida pelas interpretações de Amneris e Eboli (em Aida e Don Carlos, de Verdi, respectivamente). Zajick também se apresentou em outras personagens de Verdi, incluindo Ulrica em Un Ballo in Maschera e Lady Macbeth em Macbeth. Ela também apareceu como Princess em Adriana Lecouvreur de Cilea, Marfa em Khovanshchina de Mussorgsky, Jezibaba em Rusalka de Dvořák, Santuzza em Cavalleria Rusticana de Mascagni e Adalgisa em Norma, de Bellini.
Depois da estréia em São Francisco, ela cantou, com muito sucesso em muitas companias, como Ópera de Nevada em Reno, Metropolitan Opera em Nova Iorque, Ópera Lírica de Chicago, Grande Ópera de Houston, La Scala e Covent Garden. Ela também apareceu com os mais famosos maestros, incluindo: James Conlon, Daniele Gatti, Valery Gergiev, James Levine, Lorin Maazel, Zubin Mehta, Riccardo Muti e Michael Tilson Thomas.